# Улица Корсакова (Королёв)
Улица Корсакова — улица в западной части, на въезде в город Королёв с Ярославского шоссе.

## История
Застройка улицы началась в 1946 году. Улица застроена 2—3-этажными временными домами (деревянными и кирпичными с насыпными стенами). В справочнике ошибочно указано: «сталинскими» жилыми домами.
Улица названа в честь жителя города, Героя Советского Союза Корсакова Николая Павловича (1924—1945), памятная доска установлена на доме номер 5.
Продолжается полная реконструкция улицы с возведением 25-этажных корпусов, включая снос всех старых домов и переселение жителей.

## Трасса
Улица Корсакова начинается у улицы Гагарина и заканчивается на улице Пионерской.

## Транспорт
По улице Корсакова общественный транспорт не ходит.

## Организации
- дом 1: Интернет-портал города Королева «Новости Королева»
- дом 5: Мемориальная доска Корсакову Н. П. (1924—1945)